# Лорел (Ајова)
Лорел (енгл. Laurel) град је у америчкој савезној држави Ајова. По попису становништва из 2010. у њему је живело 239 становника.

## Демографија
Према попису становништва из 2010. у граду је живело 239 становника, што је -27 (-10.2%) становника више него 2000. године.
| Група             | 2000.       | 2010.       |
| Белци             | 253 (95,1%) | 231 (96,7%) |
| Афроамериканци    | 0 (0,0%)    | 1 (0,4%)    |
| Азијати           | 0 (0,0%)    | 1 (0,4%)    |
| Хиспаноамериканци | 7 (2,6%)    | 5 (2,1%)    |
| Укупно            | 266         | 239         |